# Bosnische genocide

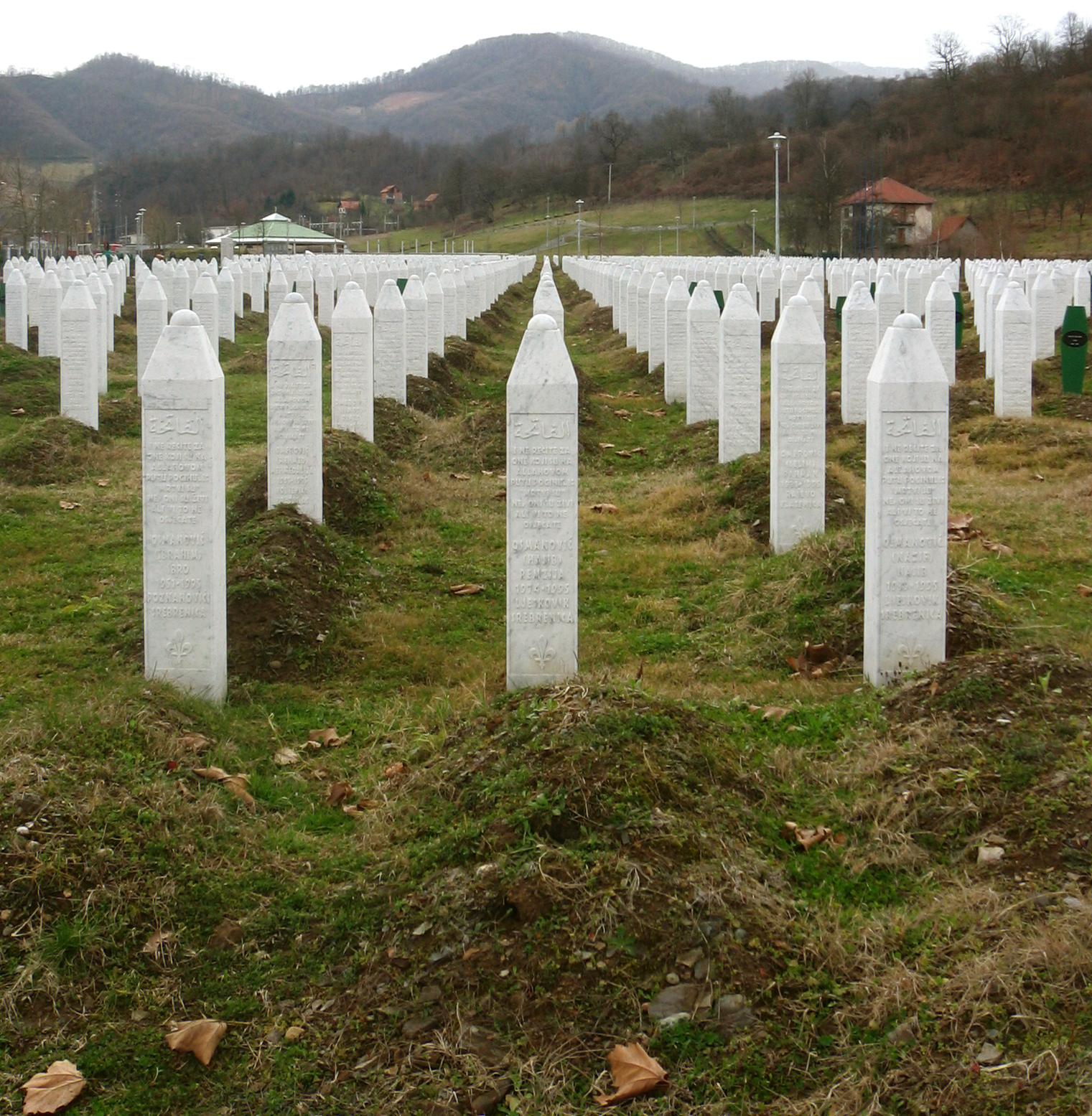
Begraafplaats van gedode Bosniërs.

De Bosnische genocide was de moord op duizenden etnische Bosniërs in het jaar 1995 tijdens de Bosnische Oorlog. De grootste moordpartij vond plaats in het dorp Srebrenica, in wat het Bloedbad in Srebrenica wordt genoemd. In Srebrenica kwamen ruim 8.000 mensen om het leven.

## Bosnische oorlog
Tijdens de Bosnische Oorlog (1992-1995) vocht de regering van Bosnië en Herzegovina tegen Kroatië en Servië (dat toen Joegoslavië heette). De Verenigde Naties wilden Bosnië beschermen en creëerden daarom veilige zones.

## Het bloedbad in Srebrenica
Het bloedbad in Srebrenica vond plaats toen het Servische leger het Bosnische dorp binnenviel en vrouwen begon te verkrachten en mannen de bossen in te dwingen. De mannen werden vervolgens opgejaagd door Servische soldaten.

## Servische ontkenning
In Servië hebben velen gezegd dat de genocide geen genocide was. Maar het Internationaal Straftribunaal voor het voormalige Joegoslavië (ICTY) zegt dat de Bosnische genocide plaatsvond en een genocide was.